# Église de la Sainte-Trinité de Prague Podskalí
Pour les articles homonymes, voir Église de la Sainte-Trinité.
L'église de la Sainte-Trinité de Prague Podskalí est une église catholique romaine de Prague. Elle est située dans l'ancienne municipalité pragoise de Podskalí, dans le quartier de Nové Město à Prague 2. C'est un bâtiment à l'origine gothique, reconstruit en style baroque avec un clocher en 1782. Il est protégé comme  monument culturel de la République tchèque.

## Histoire

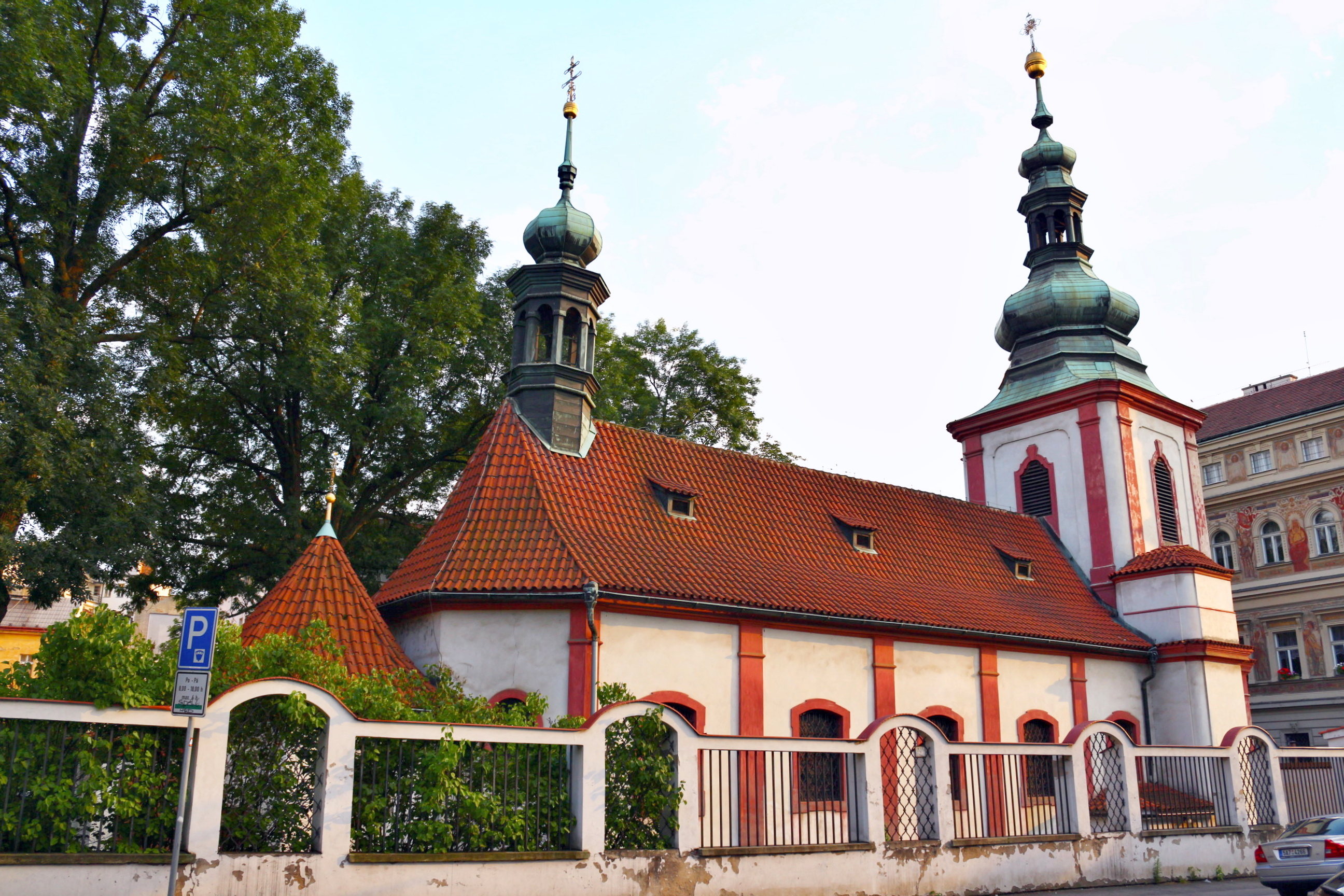
Église de la Sainte Trinité à Podskali

Une chapelle gothique dédiée à Saint André a peut-être été construite sur les fondations d'un bâtiment plus ancien au début du XIVe siècle, elle est documentée en 1358 et était appelée la Chapelle des artisans. On pense qu'elle a servi aux besoins des artisans qui ont travaillé pendant 25 ans à la construction du monastère d'Emmaüs voisin et, selon certains chercheurs, il s'agissait d'une copie réduite de l'église du monastère. Pendant les guerres hussites, elle fut incendiée et lors de la restauration en 1460 elle reçut le nouveau patronage de la Sainte Trinité.
Une reconstruction baroque plus exigeante sur les plans de PI Bayer en 1724 n'eut pas lieu, mais en 1728 la nef fut considérablement agrandie et l'église reconstruite, mais les finitions furent néanmoins conservées. En 1751, la chapelle carrée du Calvaire a été ajoutée au mur sud et en 1781-1782 la tour et probablement aussi la sacristie octogonale. En 1871, l'église est réparée et un vestibule est ajouté à l'entrée du chœur.
Le mobilier de l'église est baroque du XVIIIe siècle. Dans l'église il y a une rangée de pierres tombales des XVIe au XVIIIe siècles. Il y a deux cloches sur la tour de 1559 et 1594, avec des inscriptions tchèques et latines.

## Liens
- Ressource relative à l'architecture :   - MonumNet
- Notices d'autorité :   - Tchéquie
- Église sur le site de Cent Tours Prague
- http://stovezata.praha.eu/kostel-nejsvetejsi-trojice-v-trojicke-ulici.html%7Cdate=20120606201529